# Hato Mayor del Rey, Hato Mayor
Hato Mayor del Rey är en provinshuvudstad i Dominikanska republiken.   Den ligger i provinsen Hato Mayor, i den östra delen av landet, 80 km öster om huvudstaden Santo Domingo. Hato Mayor del Rey ligger 106 meter över havet och antalet invånare är 35 999.
Terrängen runt Hato Mayor del Rey är platt åt sydost, men åt nordväst är den kuperad. Terrängen runt Hato Mayor del Rey sluttar söderut. Runt Hato Mayor del Rey är det ganska tätbefolkat, med 60 invånare per kvadratkilometer. Hato Mayor del Rey är det största samhället i trakten. Omgivningarna runt Hato Mayor del Rey är en mosaik av jordbruksmark och naturlig växtlighet.